# Roter Turm (Toblach)

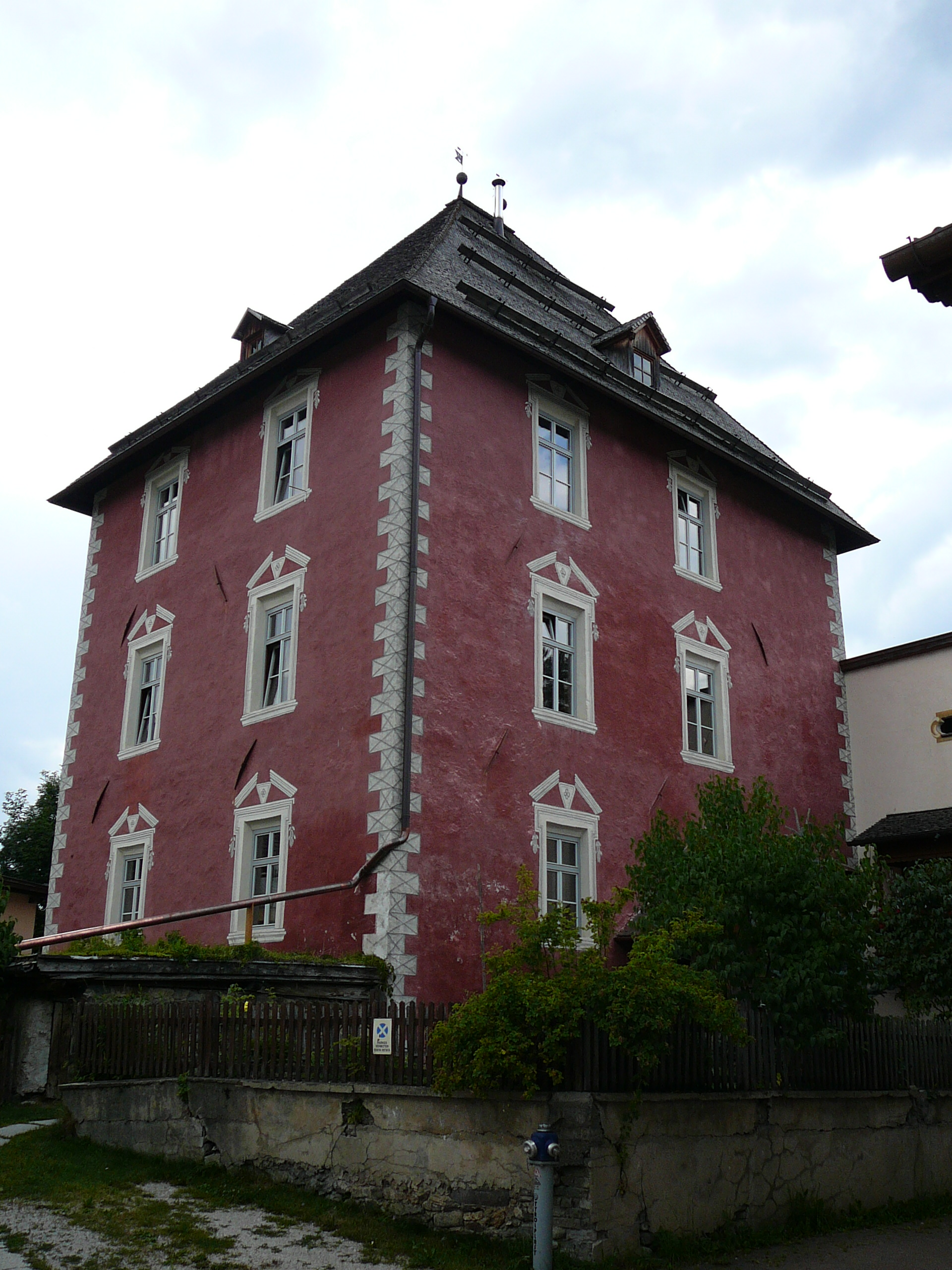
Roter Turm in Toblach

Der Rote Turm, auch T(h)urn, ist ein alter Edelsitz und geschütztes Baudenkmal in Toblach in Südtirol. Er ist zu unterscheiden vom Ansitz Rothenturn in Schenna.

## Geschichte
Der Ansitz wurde um 1430 als dreigeschossiger Wohnturm errichtet und nach seinen ersten Besitzern auch zunächst "Hornberger Turm" genannt. Den heutigen Namen Roter Turm geht auf den roten Anstrich zurück. 1557 gelangte der Turm in den Besitz der Herren von Kurz, die sich danach "Kurz zum Thurn" nannten und möglicherweise ein neues Gebäude errichten ließen, als dessen Stammsitz das Anwesen galt. Darauf war der Ansitz seit ca. 1580 im Eigentum der Herren und Freiherren von Winkelhofen. 1769 erhielt die Hauskapelle aus der Pfarrkirche von Toblach eine neue Orgel als Positiv. Von den ursprünglich vier Eckrondellen, wurde 1985 eines abgebrochen. Heute befindet sich das Anwesen im Privatbesitz und dient als Ferienunterkunft. 